# Cyrus West Field

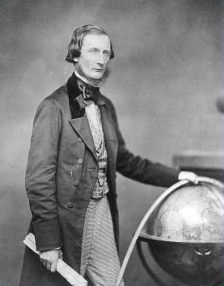
Cyrus Field

Cyrus West Field (30 de noviembre de 1819 - 12 de julio de 1892) fue un empresario y financiero estadounidense que dirigió la  empresa The Atlantic Telegraph Company, la cual llevó a cabo el primer tendido de cable telegráfico a través del océano Atlántico en 1858 con resultado exitoso.

## Biografía
Cyrus Field nació en Stockbridge (Massachusetts), hijo del clérigo David Dudley Field I, que pertenecía a una familia británica establecida en Nueva Inglaterra desde 1629. Era hermano de David Dudley Field II y de Stephen Johnson Field, juristas eminentes, y de Henry Martyn Field, un famoso hombre de iglesia y autor de libros de viajes. A la edad de 15 años, Cyrus Field abandonó la escuela y se mudó a la ciudad de Nueva York, donde pasó tres años trabajando en distintos almacenes. Regresó a Stockbridge, y se mudó a la ciudad de Nueva York alrededor de 1840. Se casó con Mary Bryan Stone el 2 de diciembre de 1840, dos días después de cumplir los veintiuno. La pareja tendría siete hijos.
Asociado con su cuñado en la empresa The Columbia Mill, situada en Lee (Massachusetts), amasó una gran fortuna en la fabricación de papel, completada con  otros negocios, lo que le permitió vivir de rentas a la edad de 33 años, con una fortuna estimada en unos 250.000 dólares.
En 1855, fundó la American Telegraph Company, que se convirtió en la segunda compañía del sector más grande de EE. UU. (tan solo por detrás de la Western Union), mediante una serie de adquisiciones, desde Maine hasta Luisiana.
En 1853 se entrevistó con el ingeniero canadiense Frederick Newton Gisborne, quien buscaba financiación para su proyecto de conectar Nueva York y la Isla de Terranova mediante un cable submarino telegráfico. Field desarrolló la idea del cable submarino para tender un cable telegráfico transatlántico, entre Estados Unidos e Irlanda, presentando su proyecto a Samuel Morse y a Matthew Fontaine Maury, que vieron su factibilidad. A la cabeza de la Atlantic Telegraph Company creada en marzo de 1854, el 5 de agosto de 1858 logró establecer el primer enlace telegráfico entre América y Europa, con un cable submarino tendido por los buques USS Niagara y HMS Agamemnon, enlazando la isla de Terranova con Irlanda, tras haber enlazado Terranova con Nueva York. El cable se inauguró oficialmente el 16 de agosto de 1858, cuando la reina Victoria le envió al presidente James Buchanan un mensaje en código morse. Aunque el júbilo por la hazaña fue generalizado, el cable en sí mismo fue de corta duración: se averió tres semanas después y no se volvió a conectar hasta 1866. Este primer enlace transmitió tan solo 250 telegramas, ya que se averió rápidamente debido a su fragilidad, dado que el refuerzo metálico había sido dañado por la oxidación, las rocas y los depósitos.
En 1866, el vapor Great Eastern (diseñado por el ingeniero británico Isambard Kingdom Brunel, era el mayor buque del mundo en aquella época), tendió el segundo cable promovido por Field, que se usaría durante casi 100 años. El cable permitió reducir el tiempo requerido para la comunicación entre Europa y los Estados Unidos de 12 días (la duración del cruce del océano en barco en aquel momento) a una comunicación casi instantánea. Poco después, de vuelta en Terranova, se pudo reparar el primer cable roto, sirviendo de cable de respaldo al enlace principal.
Este proyecto transatlántico estaba compitiendo en ese momento con un proyecto "terrestre" de la Western Union, que había lanzado un trabajo importante para vincular Europa con los Estados Unidos a través de Rusia, Siberia y el estrecho de Bering, con tan solo 60 km de cable submarino.
Las actividades de Field lo pusieron en contacto con varias personas prominentes a ambos lados del Atlántico, incluyendo a Lord Clarendon y William Gladstone, el Ministro de Finanzas británico en ese momento. Las comunicaciones de Field con Gladstone serían importantes a mediados de la Guerra de Secesión, cuando tres cartas que recibió de Gladstone entre el 27 de noviembre de 1862 y el 9 de diciembre de 1862 causaron un considerable escándalo, porque Gladstone parecía expresar su apoyo a los estados secesionistas del sur para formar los Estados Confederados de América.
En 1871, Cyrus Field conectó San Francisco con las islas Hawái.
En las décadas de 1870 y 1880, Field entró en el negocio del transporte. Presidió la New York Elevated Railroad Company en 1877-1880 y colaboró con Jay Gould en el desarrollo del Wabash Railroad. También prestó a Henry W. Grady los 20.000 dólares para que Grady comprara una cuarta parte de las acciones del periódico Atlanta Constitution. También era dueño del "Mail and Express", un periódico de Nueva York. Las malas inversiones privaron a Field de su fortuna. Los cinco últimos años de su vida los pasó modestamente en su Stockbridge natal, donde falleció en 1892 a la edad de 72 años.

## Reconocimientos y honores
- En 1867, Field recibió la Medalla de Oro del Congreso de los Estados Unidos y el gran premio en la Exposición Universal de París (1867) en París por su trabajo en el cable transatlántico.
- En diciembre de 1884, el Canadian Pacific Railway nombró la nueva ciudad de Field en la Columbia Británica en su honor.

## En la cultura popular
- Stefan Zweig cuenta la historia de la colocación del cable telegráfico transatlántico en "Momentos estelares de la humanidad" ("Momentos estelares de la humanidad").